# Горнолыжный спорт на зимних Олимпийских играх 1998

Соревнования по горнолыжному спорту на зимних Олимпийских играх 1998 года в Нагано прошли с 10 по 21 февраля. В связи с плохими погодными условиями соревнования несколько раз переносились. Была разыграно 10 комплектов наград — по 5 среди мужчин и женщин.
Скоростные дисциплины — скоростной спуск и супергигант — прошли на горнолыжном курорте Хаппо Онэ, а слаломные дисциплины на курорте Сига Когэн.
Успешнее всего выступили австрийцы (3 золота, 4 серебра и 4 бронзы) и немцы (3 золота, 1 серебро и 2 бронзы). Австриец Херман Майер и немка Катя Зайцингер выиграли по две золотых медали. Итальянка Дебора Компаньони выиграла золото на третьей Олимпиаде подряд, став первой в истории горнолыжницей, добившейся этого. До победы в гигантском слаломе в Нагано она побеждала в суперигиганте в Альбервиле-1992 и в гигантском слаломе в Лиллехаммере-1994. Дебора в Нагано была близка также к золоту в слаломе, но уступила 0,06 сек немке Хильде Герг.
В женской комбинации немки выиграли все три медали — это второй случай в истории женского горнолыжного спорта на Олимпийских играх, когда представительницы одной страны заняли весь пьедестал (в 1964 году австрийки выиграли три медали в скоростном спуске).
В женском супергиганте американка Пикабо Стрит, которая ни разу за карьеру не побеждала в супергиганте на этапах Кубка мира, лишь на 0,01 сек опередила в борьбе за золото австрийку Михаэлу Дорфмайстер.
Выросшая во Франции австралийка Зали Стегалл принесла «зелёному континенту» первую в истории олимпийскую награду в горнолыжном спорте.

## Медали

### Медалисты

#### Мужчины

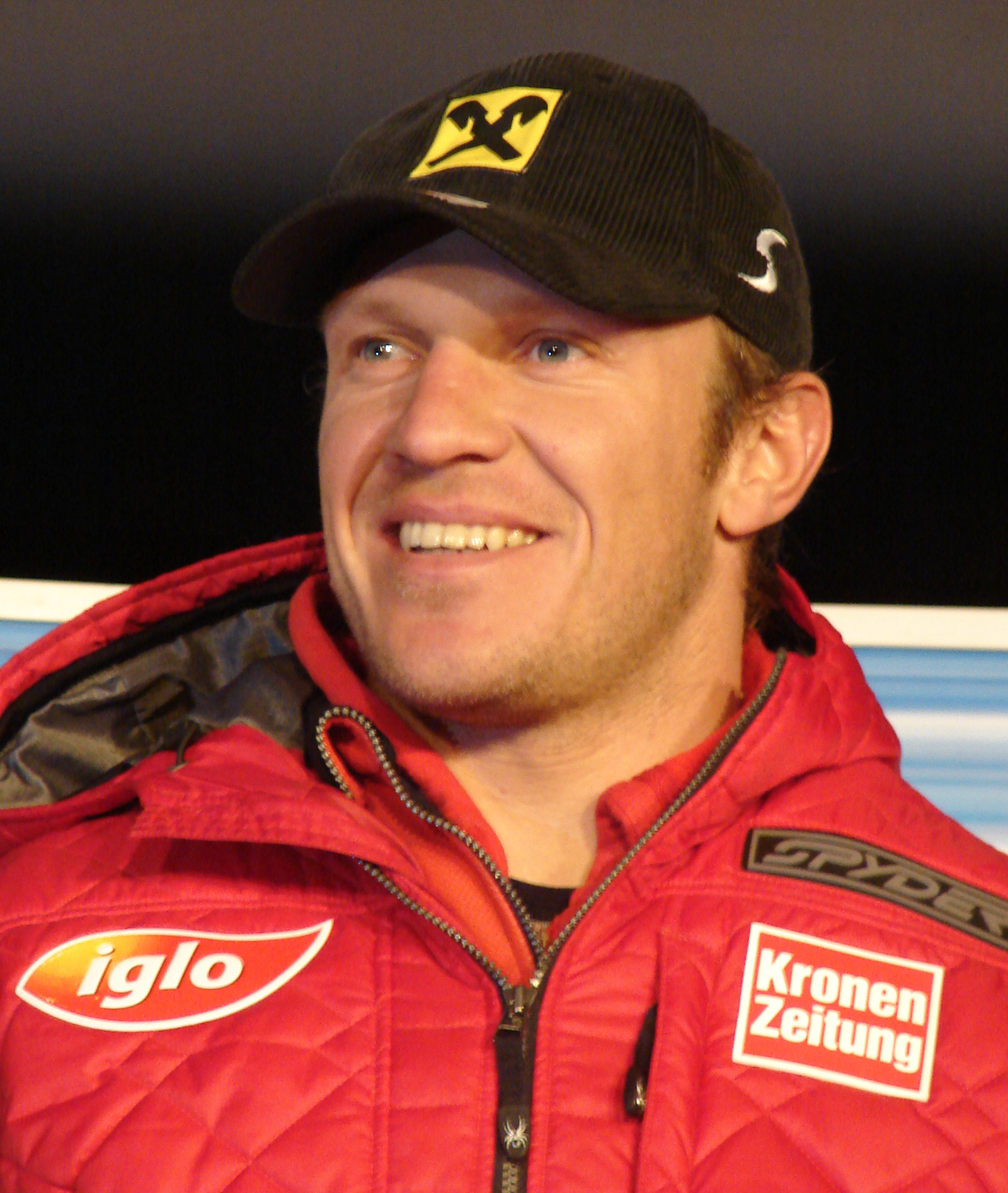
25-летний Херман Майер на своей дебютной Олимпиаде в Нагано выиграл 2 золота (фото 2006 года)

| Дисциплина                      | Золото                     | Серебро                       | Бронза                         |
| Скоростной спуск см. подробнее  | Жан-Люк Кретье Франция     | Лассе Кьюс Норвегия           | Ханнес Тринкль Австрия         |
| Супергигант см. подробнее       | Херман Майер Австрия       | Ханс Кнаусс Австрия           | не присуждалась                |
| Супергигант см. подробнее       | Херман Майер Австрия       | Дидье Кюш Швейцария           | не присуждалась                |
| Гигантский слалом см. подробнее | Херман Майер Австрия       | Штефан Эберхартер Австрия     | Михаэль фон Грюниген Швейцария |
| Слалом см. подробнее            | Ханс Петтер Бурос Норвегия | Уле Кристиан Фурусет Норвегия | Томас Сикора Австрия           |
| Комбинация см. подробнее        | Марио Райтер Австрия       | Лассе Кьюс Норвегия           | Кристиан Майер Австрия         |

#### Женщины

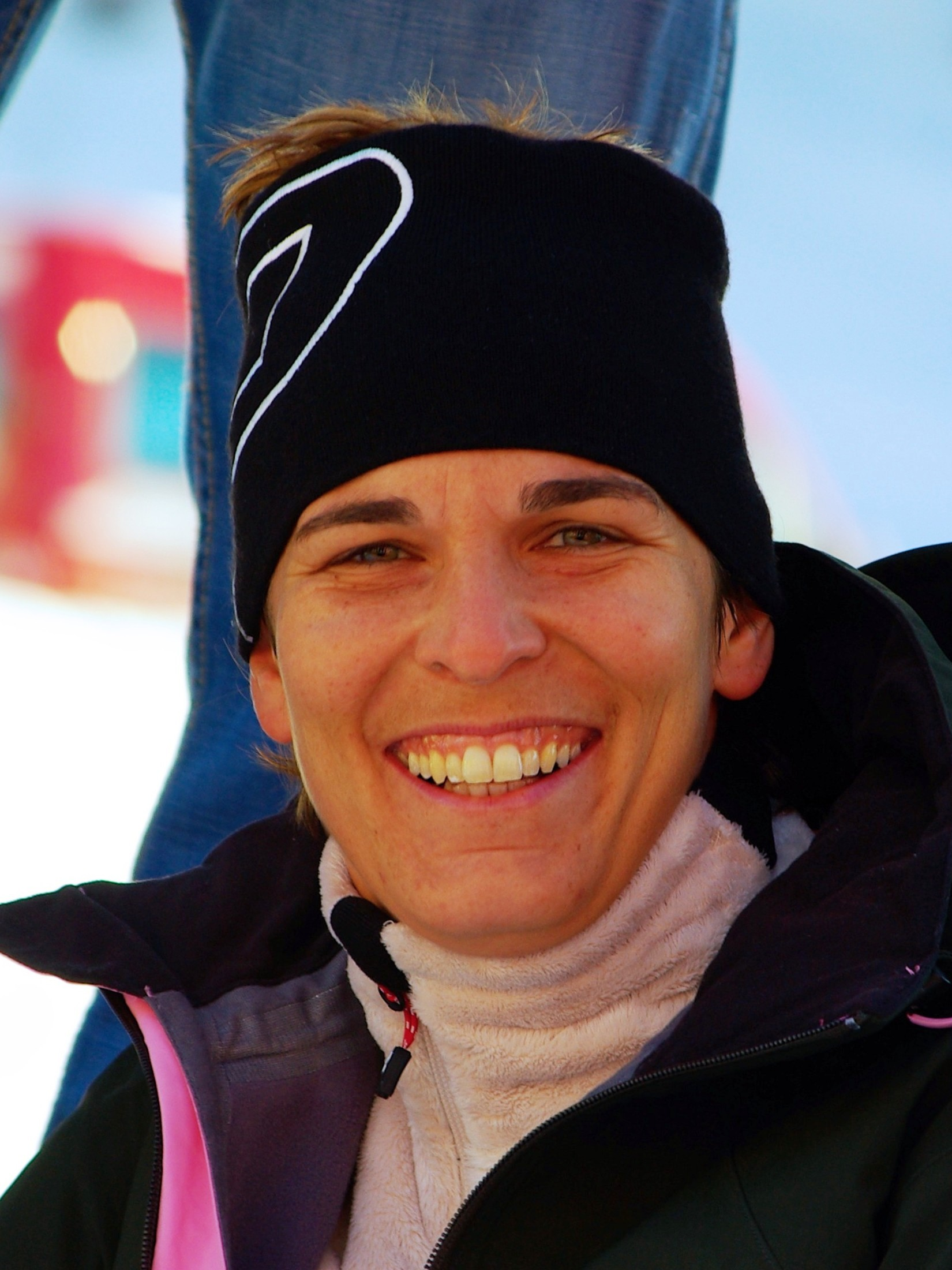
Михаэла Дорфмайстер выиграла серебро в супергиганте, лишь 0,01 сек уступив чемпионке (фото 2008 года)

| Дисциплина                      | Золото                   | Серебро                        | Бронза                         |
| Скоростной спуск см. подробнее  | Катя Зайцингер Германия  | Пернилла Виберг Швеция         | Флоранс Манада Франция         |
| Супергигант см. подробнее       | Пикабо Стрит США         | Михаэла Дорфмайстер Австрия    | Александра Майсснитцер Австрия |
| Гигантский слалом см. подробнее | Дебора Компаньони Италия | Александра Майсснитцер Австрия | Катя Зайцингер Германия        |
| Слалом см. подробнее            | Хильде Герг Германия     | Дебора Компаньони Италия       | Зали Стегалл Австралия         |
| Комбинация см. подробнее        | Катя Зайцингер Германия  | Мартина Эртль Германия         | Хильде Герг Германия           |